# Derlan
Derlan de Oliveira Bento (Volta Redonda, 3 febbraio 1996) è un calciatore brasiliano, difensore dell'Oita Trinita.

## Caratteristiche tecniche
È un difensore centrale.

## Carriera
Cresciuto nel settore giovanile del Fluminense, inizia la propria carriera professionistica nel 2017 con il prestito al Boavista-RJ; debutta il 3 giugno in occasione dell'incontro di Série D vinto 1-0 contro il Red Bull Brasil. Successivamente passa in prestito al Paysandu, al Grêmio (con cui debutta in Série A) e al Criciúma prima della cessione a titolo definitivo alla Chapecoense nel 2020.

## Statistiche
Statistiche aggiornate al 26 giugno 2021.

### Presenze e reti nei club
| Stagione        | Squadra         | Campionato      | Campionato | Campionato | Coppe nazionali | Coppe nazionali | Coppe nazionali | Coppe continentali | Coppe continentali | Coppe continentali | Altre coppe | Altre coppe | Altre coppe | Totale | Totale | Totale |
| Stagione        | Squadra         | Comp            | Pres       | Reti       | Comp            | Pres            | Reti            | Comp               | Pres               | Reti               | Comp        | Pres        | Reti        | Pres   | Reti   |        |
| --------------- | --------------- | --------------- | ---------- | ---------- | --------------- | --------------- | --------------- | ------------------ | ------------------ | ------------------ | ----------- | ----------- | ----------- | ------ | ------ | ------ |
| 2017            | Boavista-RJ     | A/RJ+D          | 0+3        | 0          | CB              | 0               | 0               |                    | -                  | -                  | CR          | 1           | 0           | 4      | 0      |        |
| 2018            | Paysandu        | PD/PA           | 4          | 0          | CB              | 1               | 0               |                    | -                  | -                  |             | -           | -           | 5      | 0      |        |
| 2018            | Grêmio          | PD/RS+A         | 0+1        | 0          | CB              | 0               | 0               |                    | -                  | -                  |             | -           | -           | 1      | 0      |        |
| 2019            | Criciúma        | PD/SC+B         | 6+27       | 1+0        | CB              | 2               | 0               |                    | -                  | -                  |             | -           | -           | 35     | 1      |        |
| 2020            | Chapecoense     | PD/SC+B         | 11+15      | 2+1        | CB              | 2               | 0               |                    | -                  | -                  |             | -           | -           | 28     | 3      |        |
| 2021            | Chapecoense     | PD/SC+A         | 13+5       | 1+1        | CB              | 2               | 0               |                    | -                  | -                  |             | -           | -           | 20     | 2      |        |
| Totale carriera | Totale carriera | Totale carriera | 85         | 6          |                 | 7               | 0               |                    | -                  | -                  |             | 1           | 0           | 93     | 6      |        |

## Palmarès

### Club

#### Competizioni nazionali
- Campeonato Brasileiro Série B: 1

Chapecoense: 2020

#### Competizioni statali
- Copa Rio: 1

Boavista-RJ: 2017
- Campionato Catarinense: 1

Chapecoense: 2020